# Castle Master
Castle Master est un jeu vidéo d'action/aventure en 3D développé par Incentive Software et édité par Domark sur Amiga, Atari ST, Commodore 64, DOS, Amstrad CPC et ZX Spectrum en 1990.

## Système de jeu
Le joueur doit explorer le château de l'éternité en vue subjective. Un grand nombre d'énigmes qui donnent des conseils sur le gameplay sont écrites sur les murs du château. Le joueur doit également récupérer des clefs et des pentagrammes cachés dans divers endroits. Beaucoup de salles contiennent des esprits qui attaquent le joueur, la seule arme du joueur est un nombre illimité en rochers à jeter sur les esprits pour les tuer, pour la plupart en un coup.

## La série
Castle Master fait partie d'une longue lignée de jeu en 3D développé par Incentive Software et utilisant le moteur Freescape.
- 1987 - Driller (Space Station Oblivion)
- 1988 - Dark Side (jeu vidéo)
- 1989 - Total Eclipse
- 1990 - Total Eclipse II: The Sphinx Jinx
- 1990 - Castle Master
- 1990 - Castle Master II: The Crypt